# Amalteia
Amalteia (FO 1943: Amaltéia) (em grego:  Ἀμάλθεια), na mitologia grega, foi a ninfa que possuía a cabra Aix que cedeu leite a Zeus recém-nascido.
Em uma variante do mito, a cabra era quem se chamava Amalteia. Em outra variante,  Amalteia era uma deusa teriomórfica, possuindo chifres.
Ao se tornar rei dos deuses, Zeus, em sinal de agradecimento, concedeu um poder especial aos chifres de Amalteia: aquele que os possuísse poderia obter tudo o que desejasse - daí a lenda do corno da abundância ou cornu copĭae, cornucópia, também chamado Corno de Amalteia.

## Tradição
A tradição representada por Hesíodo em Teogonia,  Crono devorava todos os filhos após nascerem, a mãe de Zeus, Reia para enganá-lo, embrulhou uma pedra e a deu para Cronos, poupando assim a vida de Zeus. Depois, ela deu o bebê Zeus para Adamanteia cuidar e manter em uma caverna em uma montanha em Creta, Adamanteia é um dupleto de Amalteia. Em muitas referências literárias, a tradição grega refere que, para Cronos não ouvir o choro da criança, Amalteia reunia sobre a caverna os curetes ou coribantes para dançar, gritar e bater suas lanças nos escudos.